# Menan (Idaho)
Menan es una ciudad ubicada en el condado de Jefferson en el estado estadounidense de Idaho. En el Censo de 2010 tenía una población de 741 habitantes y una densidad poblacional de 275,1 personas por km².

## Geografía
Menan se encuentra ubicada en las coordenadas 43°43′18″N 111°59′33″O / 43.72167, -111.99250. Según la Oficina del Censo de los Estados Unidos, Menan tiene una superficie total de 2.69 km², de la cual 2.69 km² corresponden a tierra firme y (0%) 0 km² es agua.

## Demografía
Según el censo de 2010, había 741 personas residiendo en Menan. La densidad de población era de 275,1 hab./km². De los 741 habitantes, Menan estaba compuesto por el 92.31% blancos, el 0.4% eran afroamericanos, el 1.21% eran amerindios, el 0% eran asiáticos, el 0% eran isleños del Pacífico, el 4.05% eran de otras razas y el 2.02% pertenecían a dos o más razas. Del total de la población el 10.39% eran hispanos o latinos de cualquier raza.